# Goetsenhoven
Goetsenhoven (Frans: Gossoncourt) is een dorp in de Belgische provincie Vlaams-Brabant en een deelgemeente van de stad Tienen. Goetsenhoven was een zelfstandige gemeente tot aan de gemeentelijke herindeling van 1977.

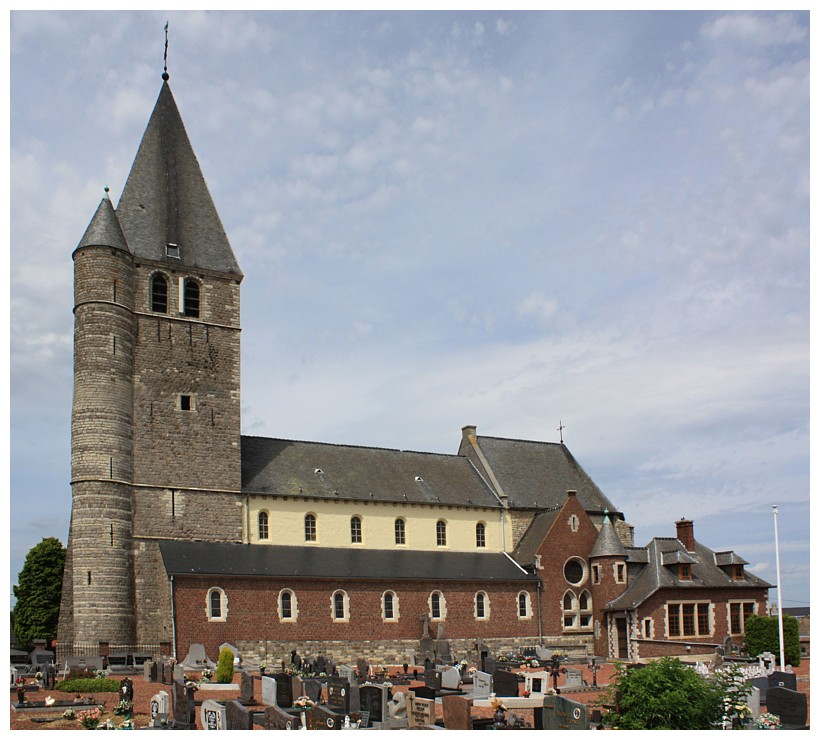
Sint-Laurentiuskerk

## Toponymie
Goetsenhoven, met de Romaanse tegenhanger Gossoncourt, behoort tot een wat jongere laag nederzettingsnamen, ontstaan in de 7e eeuw na Christus.
De oudste vormen van de naam zijn Gochenhove (1129), Goche[n]hoven (1139) en Gocincourt (1155),  niet te verwarren met de oude vormen van Gussenhoven. De naam "Goetsenhoven" kan gereconstrueerd worden als het Germaanse Goditsan hofum en Gossoncourt als het Romaanse Goditson curtem, met de betekenis "boerderij van Goditso". Het eerste lid Goets- ontstond door uitstoting van de intervocalische d in Goditso. De stichter van de boerderij mag niet verward worden met de latere Goeswijns uit Goetsenhoven. Goetsenhoven heeft dezelfde etymologie als Gutschoven.

## Geschiedenis
Onder het ancien régime was Goetsenhoven een zelfstandige heerlijkheid. Juridisch viel het onder de meierij van Geten, in het kwartier van Leuven van het hertogdom Brabant. Na de Franse invasie werd Goetsenhoven (toen als Goidsenhoven gespeld) als gemeente aangehecht bij het kanton Hoegaarden van het Dijledepartement. Dit departement werd nadat de Fransen verdreven waren omgevormd tot de provincie Zuid-Brabant, de latere Belgische provincie Brabant.
Goetsenhoven werd op 1 januari 1977 bij Tienen gevoegd. Als grens tussen Tienen en Hoegaarden werd de snelweg E5 (nu E40) genomen. Hierdoor ging een deel van Hoegaarden naar Tienen. Anderzijds werden stukken van Kumtich, Oorbeek, Bost en Goetsenhoven bij Hoegaarden gevoegd.

## Geografie

### Kernen
- Ramshoven: op de grens van Goetsenhoven en Wulmersum (Hakendover). Ramshoven betekent "boerderij van de Raaf". Van dit gehucht met zijn brouwerij en kapel blijft enkel de ruïne over van het huisje.
- Meer: (in het Waals : Ôtmark [3], Hôte Marke [4]) gehucht ten oosten van Goetsenhoven. Meer wordt gewoonlijk verklaard als "plas", maar ook als "ingemeerd stuk land waarin een boerderij ligt".
- Ast: het gehucht Ast is een verzameling huizen, gelegen in het noordwesten van de gemeente, aanleunend tegen Bost. Ast is afgeleid van een boomnaam, te reconstrueren als Germaans askothu, dit is een verzameling essen. Hier staat het Kasteel van Ast.
- Bammelingen: verdwenen gehucht tussen Ast, Wulmersum en Ramshoven, ontstaan in de Merovingische tijd in de 5e eeuw. Bammelingen is een afleiding op -ingum van de Germaanse persoonsnaam Babilo, verkleinwoord van Babo. Betekenis: "bij de lieden van Babilo".

## Bezienswaardigheden
Goetsenhoven heeft een aantal merkwaardige gebouwen, zoals
- De Sint-Laurentiuskerk
- Het Kasteel van Ast, waar de tweede dikste mammoetboom van Vlaanderen staat[5]
- De voormalige brouwerij aan de Merepoel (Baroniestraat)
- Het pachthof van Courtois (hoek Konijnenberg en Gozewijnstraat)
- Het pachthof van Finoulst (Konijnenbergstraat 63)
- Het pachthof van rademaker Germaux (hoek Dreefstraat 4)
- Het pachthof van Vangramberen of de Zonnehoeve (Sint-Laurentiusstraat 46).

## Natuur en landschap
Goetsenhoven ligt in de Haspengouw op een hoogte van 60-100 meter. De autoweg A3 loopt dicht langs het dorp. Goetsenhoven ligt aan de taalgrens.

## Demografische ontwikkeling
- Bronnen:NIS, Opm:1831 tot en met 1970=volkstellingen; 1976 = inwoneraantal op 31 december

## Mobiliteit

### Luchtverkeer
Het vliegveld Goetsenhoven is een basis van de Belgische Luchtmacht, waar de Elementaire Vliegschool (EVS) was gevestigd. Het vliegveld wordt nu nog steeds gebruikt als trainingsbasis voor de 1e Wing (Bevekom). Marchetti's van de Luchtcomponent en helikopters van de Landcomponent en de Federale Politie komen er regelmatig trainen. De "Belgian Air Cadets" van de Luchtcomponent zijn tevens op deze basis gehuisvest. De luchtmachtbasis wordt ook gebruikt door de plaatselijke vliegclub De Wouw sinds 1931 en de vligclub ULM Goetsenhoven vzw sinds 2016. Beide clubs organiseren elk jaar op het eerste weekend van september een Open Deur / Fly-In  waar bezoekers kennis kunnen maken met de facetten van de luchtvaart.

## Nabijgelegen kernen
Outgaarden, Opheylissem, Neerheylissem, Bost, 